# Montessori-Schule Marburg
Die Montessori-Schule Marburg (MSM) ist eine staatlich genehmigte Grundschule und eine staatlich anerkannte Sekundarschule I mit Gesamtschulcharakter in Marburg. Sie richtet sich an der Montessoripädagogik aus.

## Geschichte
Die Schule wurde 2009 gegründet. Schulträger ist die Blindenstudienanstalt e.V.

## Schulprofil
Es wird in drei jahrgangsübergreifenden Klassenstufen gemeinsam unterrichtet:
- Jahrgänge 1 bis 3 (Grundstufe),
- Jahrgänge 4 bis 6 (Mittelstufe) und
- Jahrgänge 7 bis 10 (Sekundarstufe).[1]

Alle Klassen sind Integrationsklassen. Die Unterrichtsrhythmisierung verzichtet auf eine 45-minütige Taktung des Unterrichts.
Als Fremdsprachen werden Englisch (ab Klasse 1) sowie Spanisch, Französisch und Latein (ab Klasse 5) angeboten.
Die Schülerinnen und Schüler erlangen einen Haupt- oder Realschulabschluss. An der auf dem gleichen Campus befindlichen Carl-Strehl-Schule können sie im Anschluss das Abitur ablegen.